# تاريخ العائلة (طب)
تاريخ العائلة أو التاريخ العائلي (بالإنجليزية: Family history)‏ ويُعرف اختصارًا FH أو FHx، مُصطلح طبي، يتكون من المعلوماتِ حول الاضطرابات التي عانى منها أقاربِ الدمِ المباشر للمريض. عادةً ما يحتوي علم الأنساب على معلوماتٍ قليلة جدًا حول التاريخ الطبي للعائلة، ولكنَ التاريخ الطبي للعائلة يُمكن اعتبارُه مجموعةً فرعية من التاريخ الكلي للعائلة. تُساعد المعرفة الدقيقة للتاريخ الطبي لعائلة المريض على تحديد أي احتماليةٍ لحدوثِ مرضٍ مُعين، والتي يُمكن أن تُساعد على اتخاذ قراراتٍ طبية مُبكرة مما يُساعد على الإدراة الفعالة للمرض أو حتى الوقاية منه.

## الاستخدام
على الرغمِ من إهمال تاريخ العائلة في بعضِ الأحيان، إلا أنَّ العديد من مُقدمي الرعاية الصحية يُحَصِلون معلوماتٍ عن إصابة العائلة بأمراضٍ مُعينة (مثل مرض قلبي وعائي، مرض مناعي ذاتي، اضطراب نفسي، السكري، سرطان)، بحيثُ يُساعد في تقييم ما إذا كان الشخصُ معرضًا لخطر حدوث مشاكل مماثلة.